# Hammarkullekarnevalen
Hammarkullekarnevalen är en karneval som anordnas i bostadsområdet Hammarkullen i Göteborg. Karnevalen är årligen återkommande och går av stapeln sista helgen i maj. Publikrekordet är 75 000 personer under tre dagar, och evenemanget anses vara den största karnevalsfestligheten i Sverige.

## Historia
Karnevalen startades 1974 i ett projekt som hette "Friskoprojektet". Då var det mest sång och musik i området men man hade en väg som man vandrade genom området Hammarkullen i nordöstra Göteborg (karnevalståget skapas). I slutet av 70-talet kom många latinamerikaner främst från Chile, Peru och Bolivia. När de fick nys om denna vårkarneval så tyckte de att det var självklart att de också skulle delta i den. Det var också så att Fritidsenheten på kommunen hade anställda som organiserade karnevalen ända in på 90-talet innan den helt övergick i Hammarkullens föreningsråds (HAM-SAM:s) regi. Karnevalen har även fått en egen barnkarneval på söndagen. Inför 1997 års karneval ändrade man hela området och gick igenom allt igen och ökade marknadsföringen samt fördjupade kontakterna med olika myndigheter/sponsorer. Även ett tivoli togs in för att förgylla helgen för alla barn.
1998 förlängdes karnevalen med en extra dag, fredagen, som gjordes till en kulturafton som inte fick innehålla karnevalsdans men allt annat, och i början på 2000-talet testade man med en karneval på fyra dagar. Detta blev dock för mycket för alla ideellt arbetande funktionärer så det bestämdes att man skulle återgå till en tre dagar lång Hammarkullekarneval och att den alltid genomförs under den sista helgen i maj.
Åren 2020 och 2021 blev karnevalen inställd på grund av den rådande coronaviruspandemin.

## Bilder

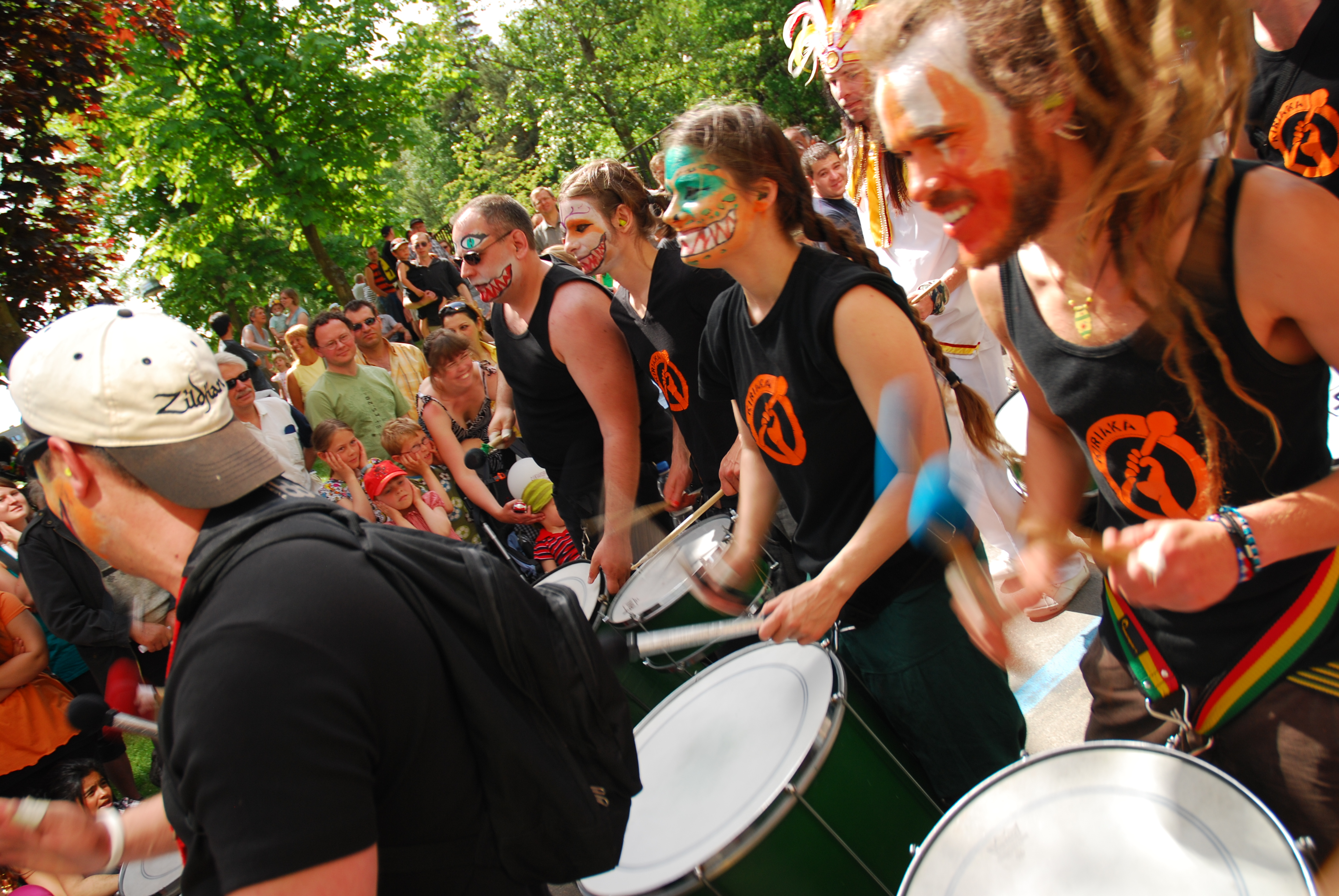
Karnevalen 2008.
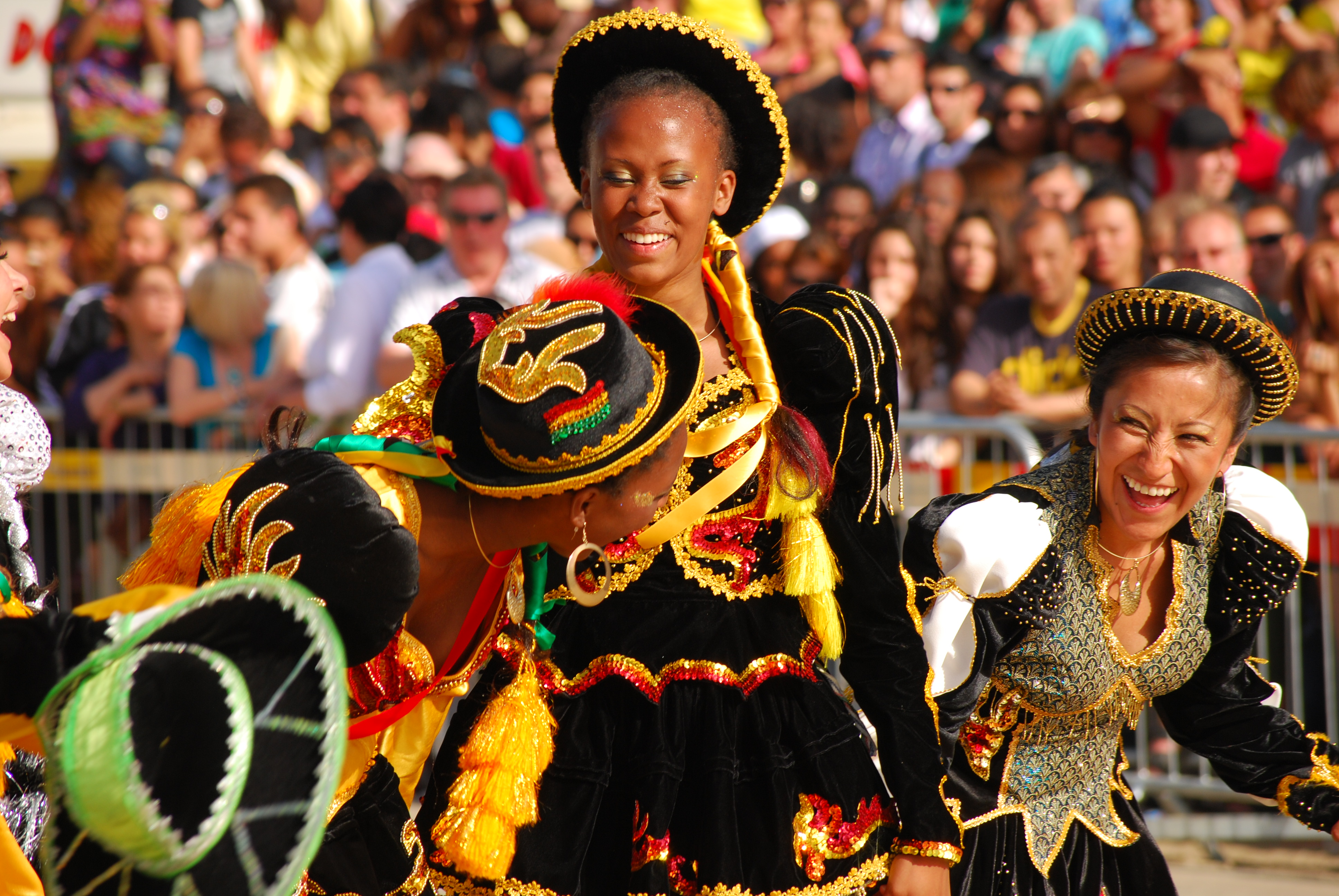
Karnevalen 2008.
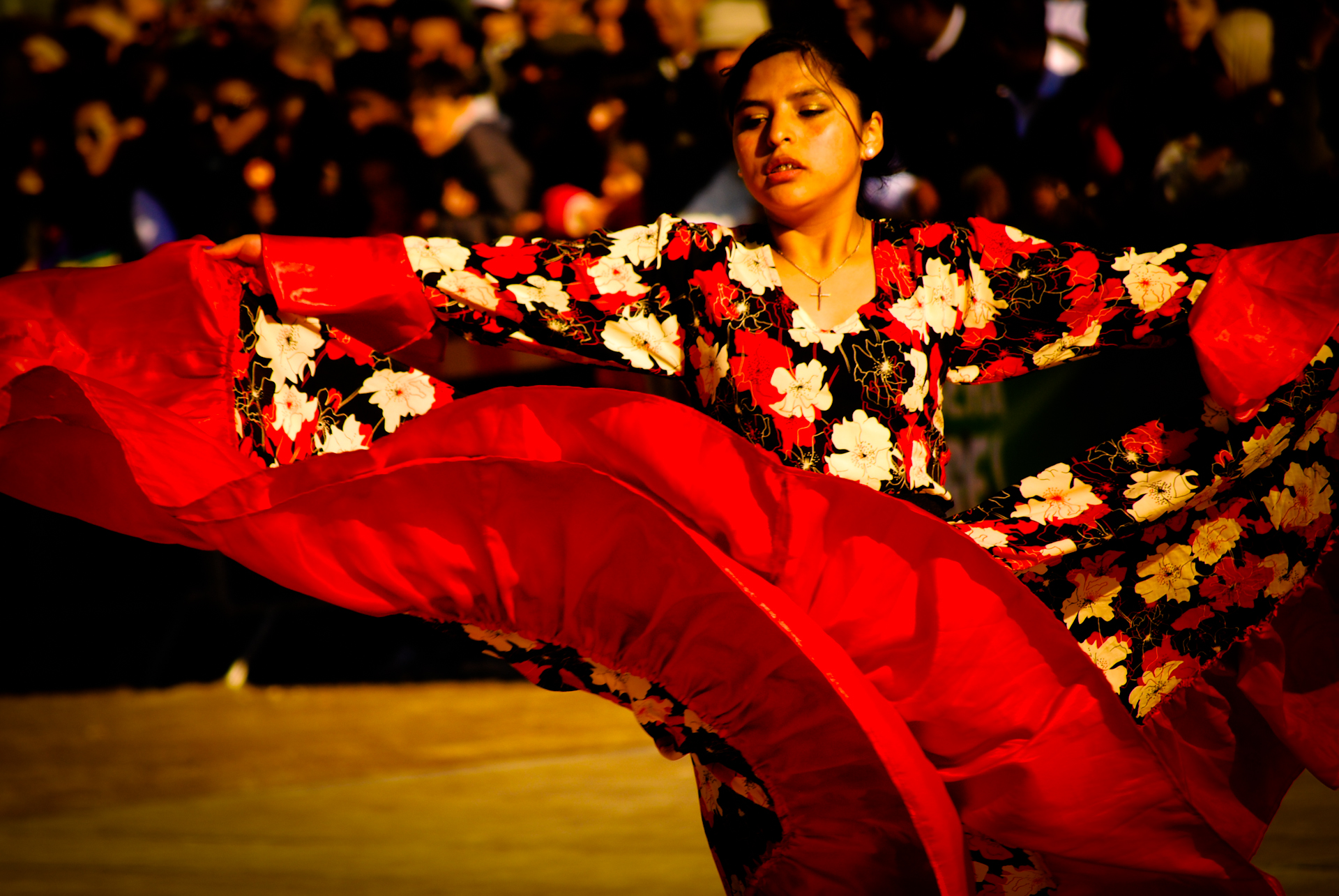
Karnevalen 2010.